# Битка за замак Итер
Битка за замак Итер је вођена 5. маја 1945, у аустријском селу Итер у Северном Тиролу током последњих дана борби на европском бојишту у Другом светском рату.
Снаге 23. тенковског батаљона 12. оклопне дивизије XXI корпуса војске Сједињних Држава које је предводио поручник Џон К. „Џек” Ли, одређени број војника Вермахта које је водио мајор Јозеф „Зеп” Гангл, СС-хауптштурмфирер Курт-Зигфрид Шрадер, и недавно ослобођени француски ратни заробљеници су бранили замак Итер од нападачких снага 17. СС панцергренадирске дивизије док им није стигла помоћ од стране америчке 142. пешадијског пука 36. дивизије XXI корпуса.
Ова битка представља један од два позната случаја током Другог светског рата у којима су се Американци и Немци борили на истој страни (друга је била операција Каубој), и једини познати случај у коме се активни припадник Вафен-СС борио на страни Савезника. Неки извори је називају најчуднијом битком Другог светског рата.

## Позадина
Замак Итер је мали замак на брду поред села Итер у Аустрији. Након Аншлуса Аустрије 1938, немачка влада је званично закупила замак крајем 1940 од власника, Франца Гринера.
По наређењима Хајнриха Химлера, 7. фебруара 1943, СС генерал-лајтнант Освалд Пол је запленио замак од Гринера. До 25. априла 1943, замак је претворен у затвор, и имање је стављено под управу Концентрационог логора Дахау.
Затвор је био намењен за чување вашних француских затвореника од значаја за Рајх Међу значајним затвореницима су били тенисер Жан Боротра, бивши премијери Едуард Даладје  и Пол Рејно, бивши главни команданти Максим Веган и Морис Гамлен, старија сестра Шарла де Гола Мари-Агнес де Гол, десничарски вођа и тајни члан француског покрета отпора Франсоа де Ла Рок, и синдикални вођа Леон Жуо. Поред значајних затвореника, у замку се налазио одређени број затвореника из источне Европе који су измештени из Дахауа, који су коришћени за одржавање и помоћне послове.

## Увод
3. маја 1945, Звонимир Чучковић, заровљени југословенски партизан из Хрватске, који је радио као домар у затвору, је напустио замак под изговором да треба да обави неки посао за командира затвора Себастијана Вимера. Чучковић је са собом понео писмо на енглеском у коме је тражена савезничка помоћ, које је требало да преда првом америчком војнику на кога наиђе.
Градић Вергл се налазио 8 километара низ планину а био је под контролом немачких снага; због овога је Чучковић кренуо уз долину реке Ин према Инзбруку, који је био удаљен 64 километра. Касно увече је дошао до предграђа града и наишао на истурене елементе 409. пешадијског пука америчке 103. пешадијске дивизије VI корпуса и обавестио их о затвореницима у замку.
У зору, тешко оклопљена спасилачка група је кренула да пружи помоћ, али ју је зауставила снажна артиљеријска ватра након што су прошли Јенбах, на око пола пута до Итера, а затим су опозвани од стране команде како би помогли 36. пешадијској дивизији на истоку. Само два теренска возила са помоћним особљем су наставила даље.
Како се Чучковић није вратио, а бивши командант Дахауа Едуард Вајтер је умро под сумњивим околностима у замку 2. маја, Вимер се уплашио за свој живот и напустио је замак. СС чувари логора су убрзо затим такође напустили замак, и затвореници су преузели контролу над замком и наоружали се оружјем које су нашли, плашећи се напада од стране СС група које су лутале облашћу, још лојалне нацистичком режиму.
Пошто нису знали исход Чучковићевог покушаја да ступи у контакт са савезницима, вође затвора су прихватиле понуду чешког кувара, Андреаса Кробота, да се одвезе бициклом у Вергл 4. маја у нади да ће тамо наћи помоћ. Носећи слично писмо као Чучковић, Кробот је успео да ступи у контакт са аустријским покретом отпора у Верглу, који је Вермахт недавно напустио, али су га поново окупирале снаге Вафен-СС'. Одведен је до мајора Јозефа Гангла, командујућег групе војника Вермахта који су одбили наређење да се повуку, и уместо тога се придружили локалном покрету отпора, који је предводио Руперт Хаглајтнер.
Гангл је желео да његова јединица задржи свој положај у граду како би заштитила локално становништво од СС репресалија. Нацисти су пуцали на сваки прозор на коме се виорила бела застава или застава Аустрије, и по кратком поступку су стрељали мушкарце као потенцијалне дезертере. Гангл се надао да ће американци стићи у Вергл брзо како би им се предао. Уместо тога, сада је план био да он крене према Американцима са белом заставом, и тражи њихову помоћ.
Отприлике у исто време, извиђачка јединица сачињена од четири Шерман тенка из 23. тенковског батаљона, 12. оклопне дивизије америчког XXI корпуса, под командом поручника Лија је стигла у Куфштајн у Аустрији, 13 километара северно. Тамо су на градском тргу чекали да их одмени 36. пешадијска дивизија. Када му је Гангл затражио помоћ, Ли није оклевао, јавио се добровољно да води спасилачку мисију, и одмах је добио одобрење од стране штаба.
Након што је спровео извиђање замка са Ганглом и Хаглајтнером користећи мајорово теренско возило (Фолксваген кибелваген), Ли је оставио два своја тенка, али је реквирирао још пет тенкова и пешадијску подршку од 142. пешадијског пука 36. пешадијске дивизије који је недавно стигао.
Ли је успут био принуђен да појачања пошаље назад, кад се испоставило да је мост сувише слаб да цела група пређе чак и једном а камоли два пута. Оставио је један од својих тенкова да чувају мост, и наставио даље са само 14 америчких војника, Ганглом, возачем, и камионом који је возио десет бивших немачких артиљераца. 6 километара од замка, поразили су групу СС војника која је покушала да постави блокаду пута.
У међувремену, француски заробљеници су тражили од СС официра, Курта-Зигфрида Шрадера, са којим су се спријатељили док се у Итру опорављао од повреда, да преузме команду њихове одбране. Када је Ли стигао у замак, затвореници су их срдачно дочекали али су били разочарани њиховом малом бројношћу. Ли је поставио своје људе на одбрамбене положаје око замка, Шерман тенк је поставио на главни улаз.

## Битка
Убрзо након што су појачања стигла, група од 100-150 војника Вафен-СС под командом Георга Бохмана, која се налазила на неким брдима у близини градића, је одлучила да нападне замак. Ли је наредио француским затвореницима да се сакрију, али су они остали напољу и борили се заједно са америчким и војницима Вермахта. Током ноћи, извиђачке снаге које су нападачи слали су вршиле спорадичне нападе како би оцениле снагу одбране и нашле слабе тачке. Пре него што је главни напад почео, Гангл је успео да телефонира Алојзу Мајру, вођи аустријског отпора у Верглу, и да тражи појачања. Мајр је могао да приушти да пошаље само два немачка војника под својом командом и једног припадника аустријског отпора, тинејџера Ханса Валтла, и они су се брзо одвезли у замак.
У јутро 5. маја, напад је почео. Шерман тенк је пружао подршку митраљеском ватром док га нападачи нису уништили противавионским топом 88mm; у том тренутку се у тенку налазио само радиста који је покушавао да поправи покварени радио уређај у тенку; он је побегао без повреда.
У међувремену, до раног поподнева, вест о очајничкој одбрани замка је коначно стигла до 142 пешадијског пука, и послата су појачања. Свестан да није стигао да јави команди 142. пука потпуне информације о снази и положају непријатеља пре него што су линије комуникације пресечене, Ли је прихватио предлог тениске звезде Боротре да прескочи зидине замка и да протрчи између митраљеских гнезда и заседа СС како би доставио информације штабу. Тениску звезду је препознао Рене Левеск, француско-канадски извештач који је био са 142. пешадијским пуком а који је касније постао премијер Квебека. Боротра је тражио да му дају америчку војну униформу и затим се придружио снагама које су пожуриле да помогну браниоцима пре него што ће остати без муниције.
Појачања су стигла око 16:00 сати, и СС је брзо поражен. По неким наводима, око 100 СС војника је заробљено. Француски затвореници су евакуисани у Француску исте вечери, и стигли су у Париз 10. маја.

## Последице и историјски значај
За своје заслуге у одбрани замка, Ли је унапређен у чин капетана и одликован је Орденом за истакнуте заслуге. He died in 1973.
Гангл је погинуо током битке док је покушавао да склони бившег француског премијера Пола Рејноа на сигурно, и додељен му је орден народног хероја Аустрије; улица у Верглу је названа по њему. Он је био једини бранилац који је погинуо током битке, а четворо других је рањено. Неки извори овуј битку називају најчуднијом битком Другог светског рата. Битка је вођена пет дана након што је Адолф Хитлер починио самоубиство и само два дана пре безусловне предаје Немачке.
Шведски пауер метал Сабатон је 2016. снимио песму о овој бици под насловом „Последње упориште” (енгл. The Last Stand).